# フィラデルフィ回廊

エジプト・ガザ地区境界沿いに位置するフィラデルフィ回廊

フィラデルフィ回廊（フィラデルフィかいろう、ヘブライ語: ציר פילדלפי、フィラデルフィ軸、英語: Philadelphi Corridor、フィラデルフィ回廊、Philadelphi Route、フィラデルフィ・ルート、Philadelphi Axis、フィラデルフィ枢軸、アラビア語: محور صلاح الدين、サラーフ・アッ＝ディーン枢軸）は、パレスチナのガザ地区とエジプトの境界全体に沿って位置する、長さ14キロメートルの細長い土地を指すイスラエルのコード・ネームである。
イスラエルが2005年にガザ地区から一方的に撤退した後、同国とエジプトとの間でフィラデルフィ協定が締結され、エジプトは750人の国境警備隊をルートに沿って配備しエジプト側の国境を警備する権限を得た。パレスチナ側の境界は、2007年にハマースが占拠するまで、パレスチナ自治政府によって管理されていた。ラファ境界検問所の共同権限はパレスチナ自治政府とエジプトに移譲され、パレスチナの身分証明書所持者と例外的にその他の者の通行が制限された。
フィラデルフィ回廊の目的の1つは、エジプトとガザ地区間の違法な物資（武器や弾薬を含む）や人の移動を防ぐことだった。

## 名称
フィラデルフィという名称は「イスラエル軍が境界地帯のコード・ネームとして無作為に選んだ」ものである。 2004年4月18日付ののガザ地区撤退計画草案では、「ガザ地区とエジプトの間の境界地帯」と定義されていた。

## 背景
1979年のエジプト・イスラエル平和条約では、イスラエルがエジプトとの和平と引き換えにシナイ半島から撤退することに合意し、エジプトとの国境はパレスチナ委任統治領時代の国境に沿うものと定められた。新しい国境はラファを横切って町を分断し、国境の両側で家族が離れ離れになった。ラファはガザ地区の主要な境界横断の場となった。国境付近の地帯（C地区として知られる）は非武装化され、エジプトのみがその地帯での警察部隊の維持が認められることことで合意された。

## フィラデルフィ協定
2004年、クネセトは、ガザ地区から全てのイスラエル市民と軍隊を一方的に撤退させる決議を可決し、その発効は2005年8月だった。イスラエルのフィラデルフィ回廊からの撤退を可能にすると同時に、エジプトからガザ地区への武器の密輸や侵入、その他の犯罪行為を防ぐために、2005年9月1日に、イスラエルはエジプトと、「ラファ地域の境界沿いにおける国境警備隊の指定部隊の配備に関する合意取り決め」（フィラデルフィ協定）を調印した。フィラデルフィ協定に基づき、エジプトはフィラデルフィ回廊沿いに国境警備隊を配備し、境界のエジプト側をパトロールする権限を与えられた。協定の一部には、作戦と諜報に関するイスラエルとエジプトの継続的な調整が含まれていた。

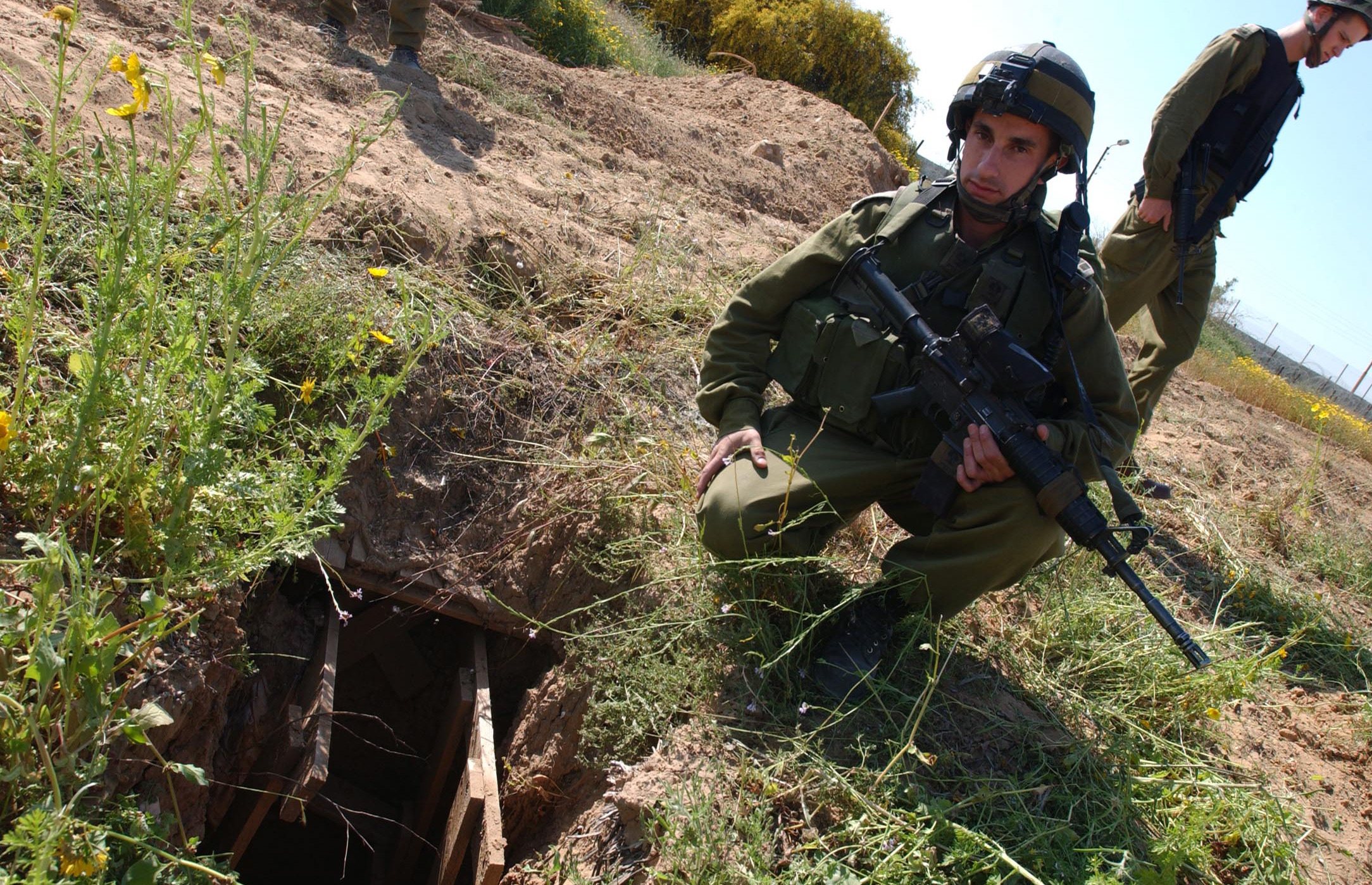
撤退直前にフィラデルフィ回廊付近でトンネルを発見したと主張するイスラエル国防軍兵士。

イスラエル国防当局内では、戦略的な理由からフィラデルフィ回廊を明け渡すことに対して多くの反対意見が巻き起こった。主な懸念はガザの軍事化と、その軍事化がもたらすイスラエルの安全保障への脅威であった。しかし、地域をさらに不安定化させかねないイスラエルとパレスチナの摩擦を防ぐために、回廊を明け渡すことが決定された。
イスラエルがフィラデルフィ回廊から撤退する決定は、ガザの潜在的な軍事化を通じて隣国エジプトにも脅威をもたらした。イスラエルの撤退により、弱体なパレスチナ指導部では埋めることのできない権力の真空が生じ、それゆえに過激なイスラム主義者によって埋めらる空白が作られることが懸念された。
協定自体には83の条項が含まれており、許可された特定の種類の機械、武器、インフラを含め、締約国の使命と義務が具体的に記述されている。